# Pomacea americanista
Pomacea americanista es una especie de molusco gasterópodo dulceacuícola que integra el género Pomacea de la familia Ampullariidae, comúnmente denominados caracoles manzana o ampularias. Habita en el río Iguazú y en el Alto Paraná en América del Sur. 

## Descripción
Concha relativamente grande (largo total= 62 mm) de espira pequeña y última vuelta muy grande que se cierra con un opérculo córneo de color pardo rojizo a negro, de menor tamaño que la abertura. La superficie externa es lisa, con bandas longitudinales atravesadas por bandas espirales en tonos marrones. Concha de color externo que va desde amarillento hasta pardo pálido y pardo bermejo. Presentan dimorfismo sexual en el tamaño y la forma de la concha y del opérculo: los machos son de menor tamaño y presentan el borde de la última vuelta expandido y un opérculo convexo. 

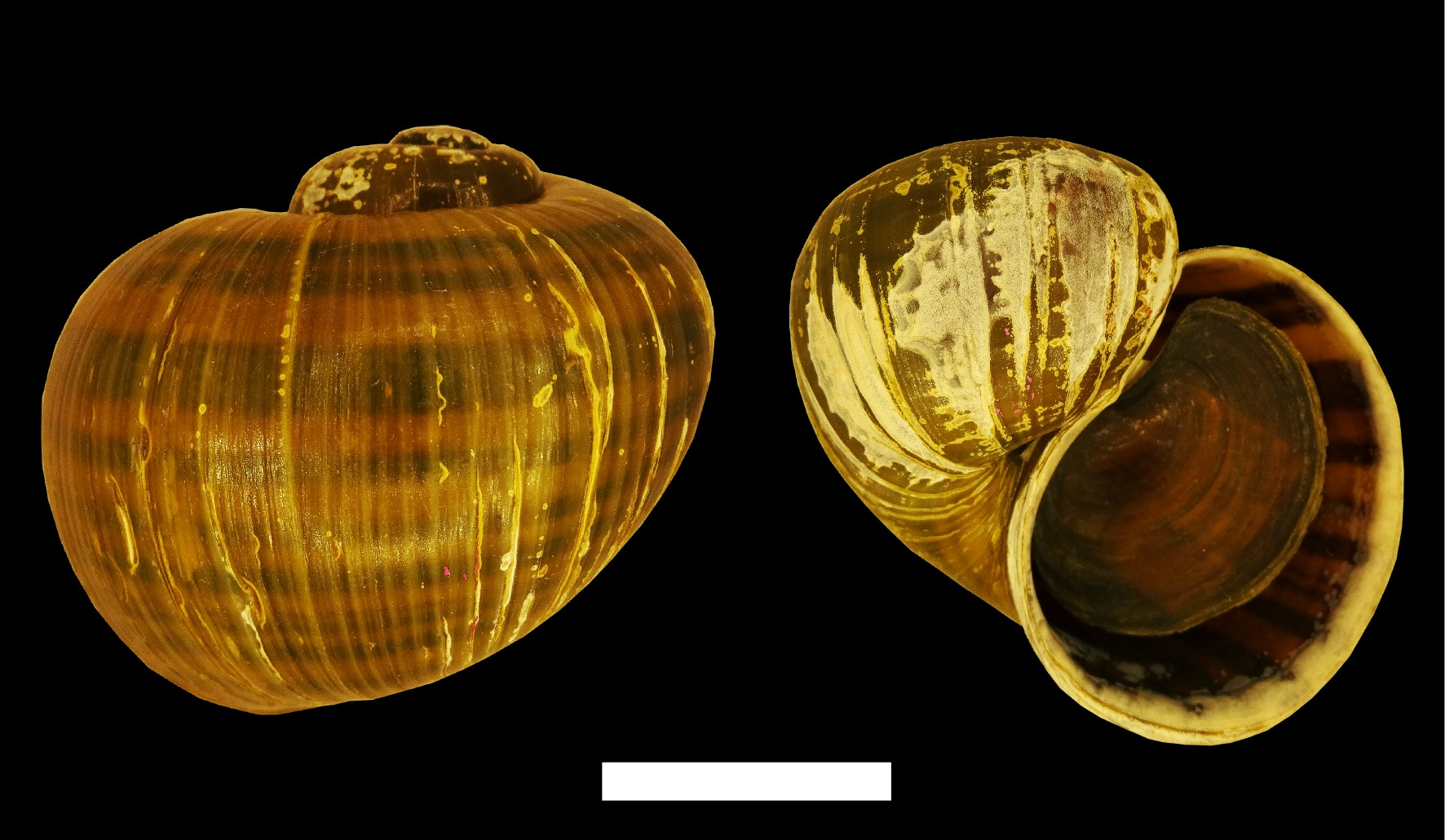
Adulto de Pomacea americanista (Ihering, 1919). Vista dorsal y ventral. Escala: 1cm.

## Distribución geográfica
P. americanista es endémica de los ríos del Alto Paraná (Paraguay y Argentina) e Iguazú (Argentina y Brasil). Los registros de esta especie en Argentina se extienden por el oeste de la provincia de Misiones desde el norte de la misma (Arroyo San Francisco) hasta su límite con Corrientes.

## Hábitat y ecología

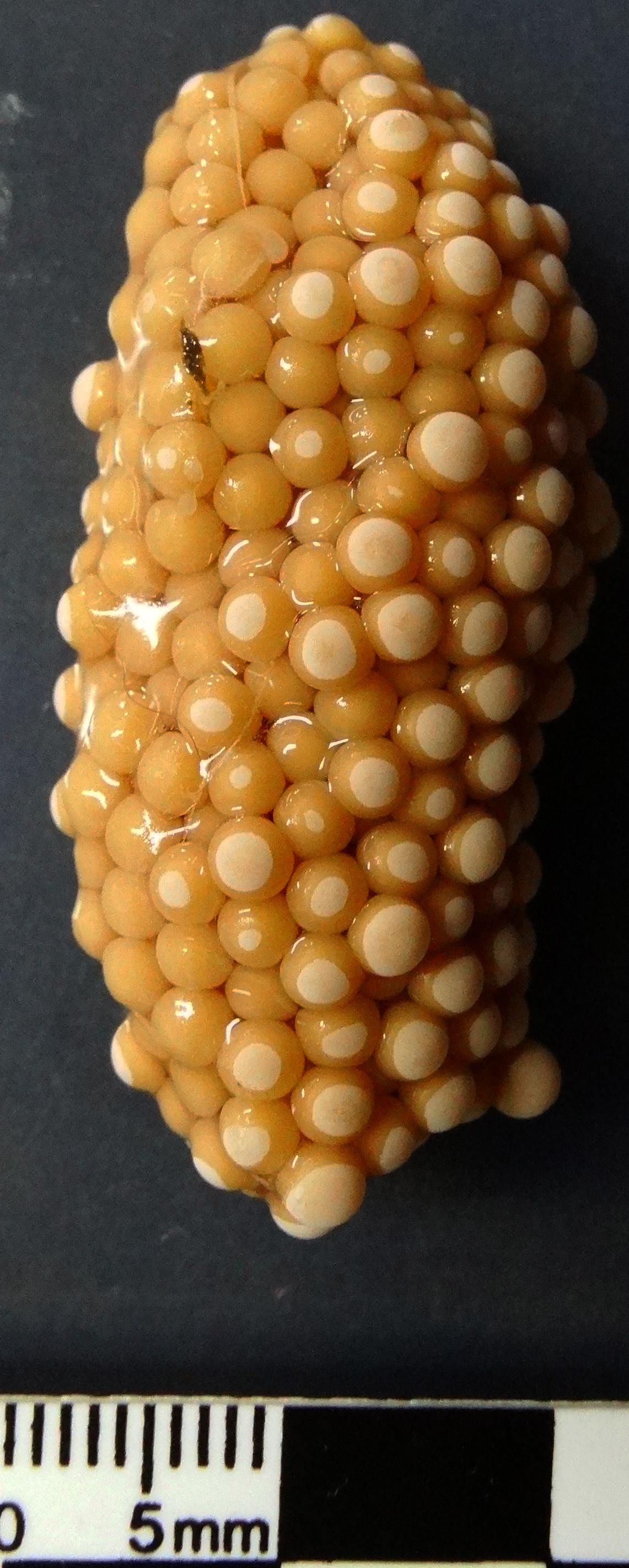
Puesta de huevos.

Habita sustratos rocosos de aguas rápidas. Posee respiración acuática a través de una branquia, y aérea mediante un pulmón ventilado por un sifón extensible. Viven tres años en laboratorio y probablemente algo más de tres años en el campo. Las puestas son aéreas, con cientos de huevos calcáreos de color rosa pálido, depositadas en superficies verticales emergentes del agua.

## Estado de conservación y amenazas

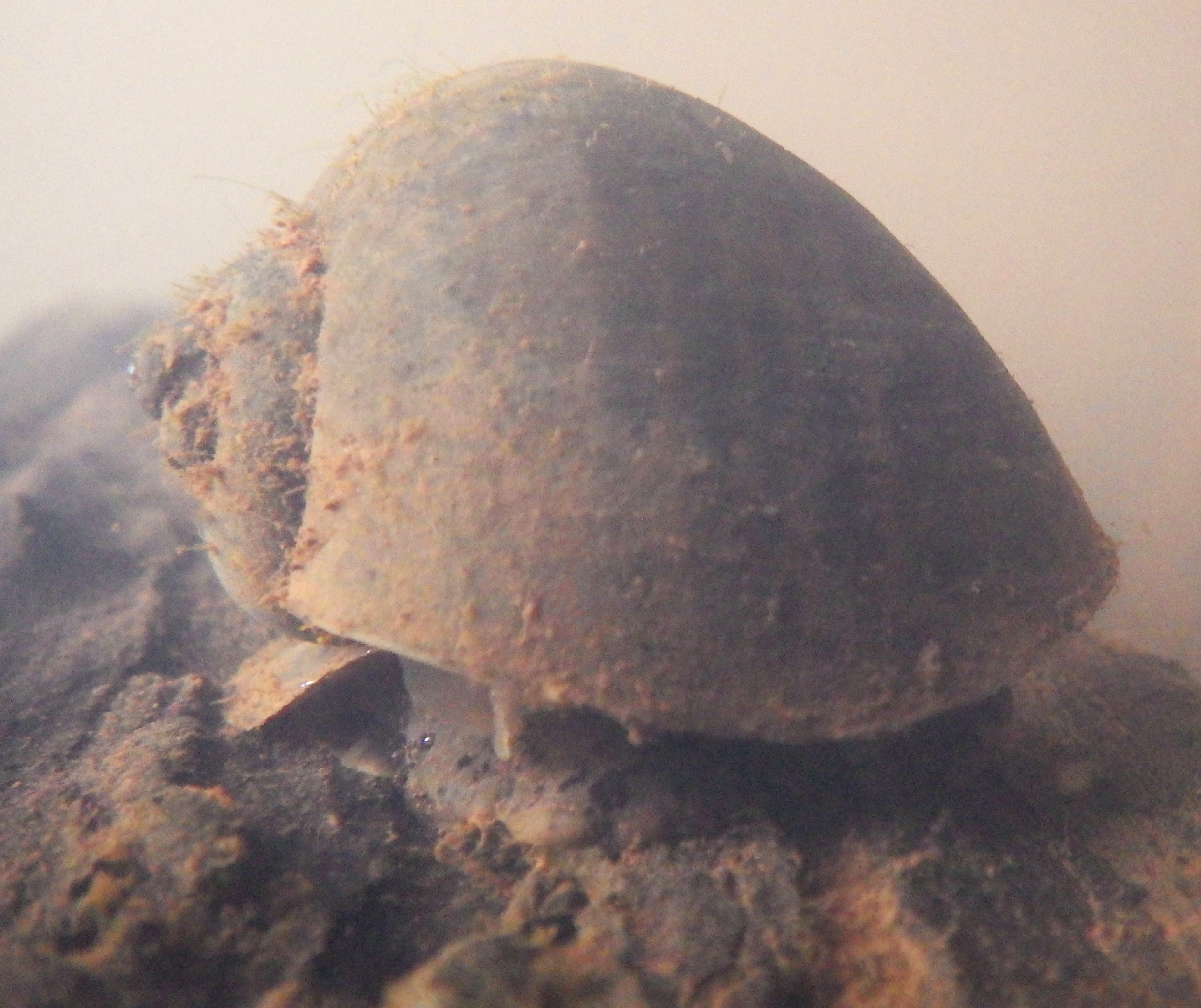
Imagen subacuática

Se considera En Peligro en Argentina por su restringida distribución y pérdida de poblaciones en los últimos años. Si bien la mayoría de los registros están en el Parque Nacional Iguazú, la actividad de las represas aguas arriba (Brasil), impactan generando un régimen hidrológico artificial afectando potencialmente la viabilidad de las puestas.